# Minimelanolocus verruculosus
Minimelanolocus verruculosus är en svampart som först beskrevs av P.M. Kirk, och fick sitt nu gällande namn av R.F. Castañeda & Heredia 2001. Minimelanolocus verruculosus ingår i släktet Minimelanolocus, divisionen sporsäcksvampar och riket svampar.   Inga underarter finns listade i Catalogue of Life.